# Regierung Brundtland III
Die Regierung Brundtland III war Norwegens Regierung vom 3. November 1990 bis zum 25. Oktober 1996. Es handelte sich um eine Minderheitsregierung der sozialdemokratischen Arbeiderpartiet unter Führung von Gro Harlem Brundtland. Sie löste die Regierung Jan P. Syse ab. Nach Brundtlands Rückzug aus dem Amt wurde die Regierung Jagland gebildet.
| Ressort                                                   | Minister               | Amtszeit                              | Partei |
| --------------------------------------------------------- | ---------------------- | ------------------------------------- | ------ |
| Ministerpräsidentin                                       | Gro Harlem Brundtland  |                                       | Ap     |
| Außenminister                                             | Thorvald Stoltenberg   | bis 1. April 1993                     | Ap     |
| Außenminister                                             | Johan Jørgen Holst     | 2. April 1993 – 13. Januar 1994 (†)   | Ap     |
| Außenminister                                             | Bjørn Tore Godal       | ab 24. Januar 1994                    | Ap     |
| Entwicklungshilfe im Außenministerium                     | Grete Faremo           | bis 3. September 1992                 | Ap     |
| Entwicklungshilfe im Außenministerium                     | Kari Nordheim-Larsen   | ab 4. September 1992                  | Ap     |
| Handel und Seefahrt im Außenministerium                   | Eldrid Nordbø          | bis 14. November 1991                 | Ap     |
| Handel und Seefahrt im Außenministerium                   | Bjørn Tore Godal       | 15. November 1991 – 23. Januar 1994   | Ap     |
| Handel und Seefahrt im Außenministerium                   | Grete Knudsen          | ab 24. Januar 1994                    | Ap     |
| Finanzen und Zoll                                         | Sigbjørn Johnsen       |                                       | Ap     |
| Verteidigung                                              | Johan Jørgen Holst     | bis 1. April 1993                     | Ap     |
| Verteidigung                                              | Jørgen Kosmo           | ab 2. April 1993                      | Ap     |
| Fischerei                                                 | Oddrunn Pettersen      | bis 3. September 1992                 | Ap     |
| Fischerei                                                 | Jan Henry Olsen        | ab 4. September 1992                  | Ap     |
| Soziales und Gesundheit ab 4. September 1992 nur Soziales | Tove Veierød           | bis 3. September 1992                 | Ap     |
| Soziales und Gesundheit ab 4. September 1992 nur Soziales | Grete Knudsen          | 4. September 1992 – 23. Januar 1994   | Ap     |
| Soziales und Gesundheit ab 4. September 1992 nur Soziales | Hill-Marta Solberg     | ab 24. Januar 1994                    | Ap     |
| Gesundheit im Sozialministerium                           | Werner Christie        | 4. September 1992 – 21. Dezember 1995 | Ap     |
| Gesundheit im Sozialministerium                           | Gudmund Hernes         | ab 22. Dezember 1995                  | Ap     |
| Verkehr und Kommunikation                                 | Kjell Opseth           |                                       | Ap     |
| Kommunen und Arbeit                                       | Kjell Borgen           | bis 3. September 1992                 | Ap     |
| Kommunen und Arbeit                                       | Gunnar Berge           | ab 4. September 1992                  | Ap     |
| Erdöl und Energie                                         | Finn Kristensen        | bis 31. Dezember 1992                 | Ap     |
| Wirtschaft                                                | Ole Knapp              | bis 3. September 1992                 | Ap     |
| Wirtschaft                                                | Finn Kristensen        | 4. September 1992 – 31. Dezember 1992 | Ap     |
| Wirtschaft und Energie                                    | Finn Kristensen        | 1. Januar 1993 – 6. Oktober 1993      | Ap     |
| Wirtschaft und Energie                                    | Jens Stoltenberg       | ab 7. Oktober 1993                    | Ap     |
| Arbeit und Verwaltung ab 1. Januar 1993 nur Verwaltung    | Tove Strand Gerhardsen | bis 3. September 1992                 | Ap     |
| Arbeit und Verwaltung ab 1. Januar 1993 nur Verwaltung    | Oddny Aleksandersen    | 4. September 1992 – 6. Oktober 1993   | Ap     |
| Arbeit und Verwaltung ab 1. Januar 1993 nur Verwaltung    | Nils Totland           | ab 7. Oktober 1993                    | Ap     |
| Justiz und Polizei                                        | Kari Gjesteby          | bis 3. September 1992                 | Ap     |
| Justiz und Polizei                                        | Grete Faremo           | ab 4. September 1992                  | Ap     |
| Kinder und Familie                                        | Matz Sandman           | bis 14. November 1991                 | Ap     |
| Kinder und Familie                                        | Grete Berget           | ab 15. November 1991                  | Ap     |
| Landwirtschaft                                            | Gunhild Øyangen        |                                       | Ap     |
| Umweltschutz                                              | Thorbjørn Berntsen     |                                       | Ap     |
| Kirche und Kultur ab 1. Januar 1991 nur Kultur            | Åse Kleveland          |                                       | Ap     |
| Ausbildung und Forschung ab 1. Januar 1991 auch Kirche    | Gudmund Hernes         | bis 21. Dezember 1995                 | Ap     |
| Ausbildung und Forschung ab 1. Januar 1991 auch Kirche    | Reidar Sandal          | ab 22. Dezember 1995                  | Ap     |